# Fabrique d'orgues de Kangasala
La fabrique d'orgues de Kangasala (finnois : Kangasalan urkutehdas) est la première fabrique d'orgues de Finlande. Basée à Kangasala, elle dominait le marché des orgues en Finlande.

## Présentation
Durant quatre générations la fabrique fut une entreprise familiale qui produisit de 1844 à 1983 plus de 1000 orgues.
La fabrique fut pendant plusieurs décennies le premier employeur industriel de la ville.
Elle a fabriqué majeure partie des orgues des églises de Finlande et une grande partie des harmoniums.
De nos jours, le bâtiment de la fabrique abrite l'hôtel Urku.

## Histoire
La fabrique d'orgues de Kangasala commence ses activités en 1844, quand le Sénat y autorise Anders Thulé né a Kila au Västmanland et qui a travaillé avec le facteur d'orgues suédois Gustaf Anderssonin. 
Les premiers orgues fabriqués en son nom propre par Thulé en 1844 sont ceux de l'Église de Tammisaari puis en 1845 celle de l'église de Kangasala.